# Lijst van aartsbisschoppen van Lanciano-Ortona
Hieronder volgt een lijst van bisschoppen van Lanciano en aartsbisschoppen van Lanciano-Ortona.

## Bisschop van Lanciano
- 1515–1528: Luciano Angelo Maccafano
- 1532–1532: Egidius kardinaal van Viterbo
- 1533–1539: Michele Fortini
- 1539–1555: Giovanni de Salazar (Juan Salazar Fernández)
- 1556–1560: Pompeo Piccolomini
- 1560–1567: Leonardo de Marinis (vanaf 1562 aartsbisschop)

## Aartsbisschop van Lanciano
- 1560–1567: Leonardo de Marinis (tot 1562 bisschop)
- 1568–1569: Ettore Piscitelli
- 1570–1578: Antonio da S. Michele (alias Gaspare Rodriguez) OFM
- 1579–1588: Mario Bolognini
- 1589–1607: Paolo Tasso
- 1608–1609: Rainaldi
- 1609–1618: Lorenzo Mongiò (of Mongiojo, Monzonís) Galatino OFM
- 1618–1621: Francesco Romero OCarm
- 1622–1668: Andrea Gervasi
- 1669–1673: Alfonso Alvarez Barba Ossorio
- 1675–1687: Francesco Antonio Carafa
- 1688–1694: Emanuele della Torre
- 1695–1696: Giovanni Monreale
- 1697–1700: Barnaba De Castro
- 1701–1717: Giovanni Uva
  - 1718–1719: sedisvacatie
- 1719–1728: Antonio Paternò
- 1731–1738: Arcangelo Maria Ciccarelli
- 1738–1745: Domenico De Pace
- 1745–1753: Antonio Ludovico Antinori
- 1754–1769: Giacomo Leto
- 1769–1784: Domenico Gervasoni
- 1786–1791: Francesco Saverio De Vivo
- 1792–1807: Francesco Amoroso
- 1818–1834: Francesco Maria De Luca (vanaf 1834 ook van Ortona)

## Aartsbisschop van Lanciano-Ortona
- 1834–1839: Francesco Maria De Luca
- 1840–1848: Ludovico Rizzuti
- 1848 1866: Giacomo de Vincentiis
- 1872–1895: Francesco Maria Petrarca
- 1896–1917: Angelo Della Cioppa
- 1918–1939: Nicola Piccirilli
- 1939–1945: Pietro Tesauri
- 1946–1950: Gioacchino Di Leo
- 1951–1962: Benigno Luciano Migliorini OFM
- 1962–1974: Pacifico M. Luigi Perantoni OFM
- 1974–1981: Leopoldo Teofili
- 1982–2000: Enzio d’Antonio
- 2000–2010: Carlo Ghidelli
- 2010-heden: Emidio Cipollone